# Ahmatovo, Plovdiv
Ahmatovo (în bulgară Ахматово) este un sat în comuna Sadovo, regiunea Plovdiv,  Bulgaria. 

## Demografie
Componența etnică a satului Ahmatovo
     Bulgari (81,06%)
     Romi (16,28%)
     Nicio identificare (2,65%)
     Altele (0%)
La recensământul din 2011, populația satului Ahmatovo era de 264 locuitori. Din punct de vedere etnic, majoritatea locuitorilor (81,06%) erau bulgari, cu o minoritate de romi (16,28%). Pentru 2,65% din locuitori nu este cunoscută apartenența etnică.